# Scomparsa
La scomparsa è l'improvvisa ed inspiegabile interruzione della partecipazione alle normali attività e relazioni sociali di una persona, al punto che nessuno riesce nemmeno a immaginare dove si trovi, cosa stia facendo o addirittura se sia ancora viva.

## In Italia
Nell'ordinamento giuridico italiano è un istituto di derivazione dottrinale che trova fondamento nell'art. 48 del codice civile dedicato alla nomina di un curatore dello scomparso, allorché questo non sia più comparso nel luogo del suo ultimo domicilio o dell'ultima residenza e non abbia fatto avere più sue notizie.
La ratio dell'istituto è quella di conservare e gestire il patrimonio dello scomparso sino al suo ritorno. Si tratta di affari civili non contenziosi (volontaria giurisdizione).
La dichiarazione di scomparsa viene resa con decreto dal Tribunale su ricorso di uno dei soggetti interessati, di uno dei presunti successori legittimi o del pubblico ministero, allorché ricorrano due presupposti (art. 48 c.c.):
1. la persona non sia più comparsa nel suo ultimo domicilio o nell'ultima residenza;
2. la persona non abbia più fatto avere sue notizie per un periodo di tempo apprezzabile.

Il Tribunale, ai sensi dell'art. 721 del codice di procedura civile italiano, procede in camera di consiglio, sentito il pubblico ministero.
Al termine del procedimento, il Tribunale può nominare un curatore che rappresenti la persona in giudizio o nella formazione degli inventari e dei conti e nelle liquidazioni o divisioni in cui sia interessata, e può dare i provvedimenti che ritiene necessari per la conservazione del patrimonio dello scomparso.

### Ritorno della persona dichiarata scomparsa
Qualora la persona dichiarata scomparsa ritorni gli effetti della dichiarazione cessano di avere efficacia, senza la necessità di una nuova pronuncia giudiziale.